# (5235) Jean-Loup
(5235) Jean-Loup (1990 SA1) – planetoida z pasa głównego asteroid okrążająca Słońce w ciągu 3,48 lat w średniej odległości 2,3 j.a. Odkryta 16 września 1990 roku.